# Mauricio de Sajonia-Zeitz
El duque Mauricio de Wettin (en alemán: Moritz von Sachsen-Zeitz ; Dresde, 28 de marzo de 1619 - Zeitz, 4 de diciembre de 1681) fue un noble alemán, integrante de la línea albertina de la casa de Wettin que rigió el ducado segundogénito de Sajonia-Zeitz.

## Biografía
Mauricio era hijo del elector Juan Jorge I de Sajonia y de su segunda esposa, Magdalena Sibila de Hohenzollern, una hija del duque Alberto Federico de Prusia y de María Leonor de Cléveris. Los duques Augusto de Sajonia-Weissenfels, Cristián I de Sajonia-Merseburgo y el elector Juan Jorge II fueron sus hermanos. 
Junto con sus hermanos, Mauricio fue educado en la corte de Dresde. Entre sus tutores se destacó el mariscal Kurt von Einsiedel. Desde agosto de 1642 hasta septiembre de 1645, Mauricio emprendió junto con su hermano Cristián un gran viaje por el norte de Alemania y los Países Bajos. 
En 1645, poco después de regresar, Mauricio fue seleccionado por el príncipe Luis I de Anhalt-Köthen para ser miembro de la Sociedad Fructífera. 
En 1650, fue nombrado Bailío de Turingia por los Caballeros Teutónicos. Eligió como su canciller y presidente de su consistorio al notorio científico del Estado y teólogo Veit Ludwig von Seckendorff. Como capellán eligió al dramaturgo Johann Sebastian Mitternacht. 
Con la disposición testamentaria del elector Juan Jorge I, el 20 de julio de 1652 en Dresde, se completó la división del territorio albertino. 
De esta forma se creó el ducado de Sajonia-Zeitz para Mauricio. Tras la destrucción del viejo castillo obispal durante la Guerra de los Treinta Años, Mauricio ordenó la construcción a partir de 1657 de un palacio barroco en Zeitz, llamado Moritzburg. El palacio fue terminado en 1678. 
Mauricio de Sajonia-Zeitz murió a la edad de 62 años, el 4 de diciembre de 1681 en el palacio de Moritzburg en Zeitz. Le sucedió su hijo mayor, Guillermo Mauricio.

## Matrimonios y descendientes
Su primer matrimonio se celebró el 19 de noviembre de 1650 en Dresde con Sofía Eduviges, hija del duque Felipe de Schleswig-Holstein-Sonderburg-Glücksburg y de Sofía Eduviges de Sajonia-Lauenburg. Sofía Eduviges era hermana de Cristiana, la cual se casó en una boda doble al mismo tiempo con el hermano de Mauricio, Cristián. La ópera Paris und Helena fue compuesta para la ocasión por Heinrich Schütz. 
De la unión entre Mauricio y Sofía Eduviges nacieron: 
- Juan Felipe (1651-1652), príncipe heredero de Sajonia-Zeitz;
- Mauricio (1652-1653), príncipe heredero de Sajonia-Zeitz.

Cuatro años después de la muerte de su primera esposa, se celebró el 3 de julio de 1656 en Dresde su segundo matrimonio con Dorotea María de Sajonia-Weimar, hija del duque Guillermo IV de Sajonia-Weimar y de Leonor Dorotea de Anhalt-Dessau. 
De la unión entre Dorotea María y Mauricio nacieron: 
- Leonor Magdalena (1658-1661).
- Guillermina Leonor (1659).
- Erdmuthe Dorotea (1661-1720), casada con el duque Cristián II de Sajonia-Merseburgo.
- Mauricio Guillermo (1664-1718), duque de Sajonia-Zeitz, casado con María Amalia de Brandeburgo.
- Juan Jorge (1665-1666).
- Cristián Augusto (1666-1725), cardenal-arzobispo de Gran, obispo de Raab, primado de Hungría y Comisario Imperial.
- Federico Enrique (1668-1713), duque de Sajonia-Zeitz-Pegau-Neustadt, casado en primeras nupcias con Angélica Sofía de Wurtemberg-Bernstadt y en segundas nupcias con Filipina Ana Federica de Schleswig-Holstein-Sonderburg-Wiesenburg.
- María Sofía (1670-1671).
- Magdalena Sibila (1672).
- Sofía Guillermina (1675).

Después de la muerte de su segunda esposa, se casó por tercera vez, el 14 de junio de 1676 en Hartmannsdorf, con Sofía Isabel, hija del duque Felipe Luis de Schleswig-Holstein-Sonderburg-Wiesenburg, y de Ana Margarita de Hesse-Homburg. Este matrimonio, sin embargo, no tuvo hijos.